# Chronik des Bürgerkriegs in Syrien 2016

Übersichtskarte des Bürgerkriegs in Syrien (Stand: 21. Mai 2020)

Die Chronik des Bürgerkriegs in Syrien 2016 erfasst die Ereignisse des Bürgerkriegs in Syrien im Jahr 2016.

## Januar
Kurdische Kämpfer und andere von den USA unterstützte Rebellen einer Gruppe, die als Demokratische Kräfte Syriens beschrieben wurden, haben nach eigenen Angaben am 1. Januar das Dorf Tanab bei Aʿzāz von islamistischen Kämpfern erobert. Es sei zu schweren Kämpfen mit der al-Nusra-Front und den Ahrar al-Scham gekommen.
Am 9. Januar griffen russische Kampfflugzeuge nach Angaben von SOHR-Aktivisten Ziele in Maarat an-Numan an. Es habe mindestens 57 Tote gegeben, etwa die Hälfte der Opfer seien Kämpfer der al-Nusra-Front. Unter Vermittlung der Vereinten Nationen wurden Lebensmittellieferungen zu zwei von Aufständischen belagerten Dörfern unter Regimekontrolle und der von Regierungstruppen belagerten Stadt Madaya unter Kontrolle der Aufständischen für den 11. Januar vereinbart.
Am 11. Januar wurden die vereinbarten Hilfsgüter nach Madaya und in die schiitischen Dörfer Foua und Kfarya geliefert.
Unterstützt von russischen Luftangriffen besetzten Regierungssoldaten und verbündete Milizen am 12. Januar die Stadt Salma in der Nähe der türkischen Grenze im Gouvernement Latakia. Die Stadt war zuvor drei Jahre in der Hand von Aufständischen.
Am 17. Januar griffen IS-Kämpfer das eingeschlossene und von Regierungstruppen gehaltene Deir ez-Zor an. Die Kämpfer sickerten nach SOHR-Angaben in den Nordteil der Stadt ein und ermordeten mindestens 60 Personen.
Am 26. Januar nahmen Truppen der syrischen Armee, der Hisbollah sowie verbündeter Milizen die seit Anfang 2014 von der Freien Syrischen Armee und anderen Rebellengruppen kontrollierte Stadt asch-Schaich Miskin an der strategisch wichtigen Verbindungsstraße zwischen Damaskus und der jordanischen Grenze ein.
Am 29. Januar begannen in Genf erneut Verhandlungen zwischen den Konfliktparteien unter der Schirmherrschaft des UNO-Sonderbeauftragten Staffan de Mistura. Welche Gruppen bei den Gesprächen teilnehmen sollten, war Gegenstand großer Kontroversen.
Am 31. Januar besuchte Brett McGurk – Sonderbeauftragter der US-geführten Internationalen Allianz gegen den Islamischen Staat (IS) und Nachfolger von General John R. Allen – die syrisch-kurdische Stadt Kobani. Der Besuch McGurks war der erste Besuch eines US-amerikanischen Offiziellen seit dem Abzug des Botschafters Robert Stephen Ford 2012. Begleitet wurde McGurk von britischen und französischen Beratern, um mit den Kurden das weitere Vorgehen gegen den IS zu koordinieren. Am gleichen Tage kam es in Damaskus in der Nähe der Sayyida-Zainab-Moschee zu mehreren Sprengstoffanschlägen des Islamischen Staates. Mindestens 58 Menschen wurden dabei getötet, etwa 110 verletzt.

## Februar

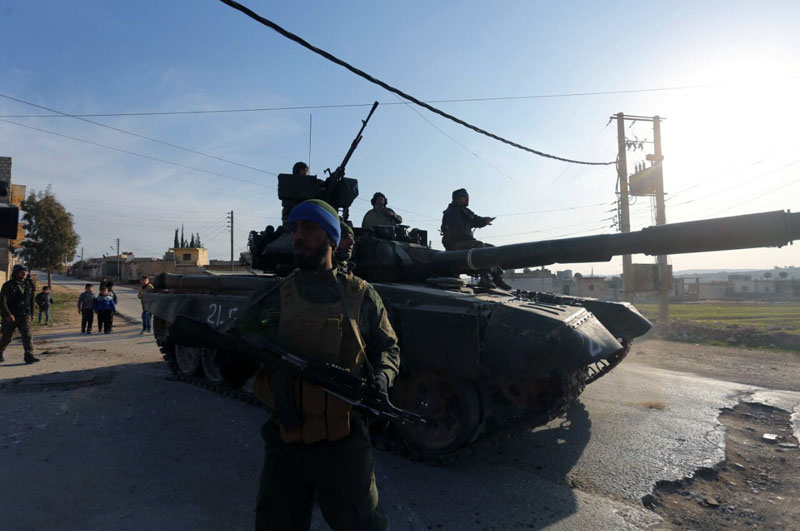
Ein T-90-Panzer der Regierung am 3. Februar 2016 nach den Gefechten um Nubl und az-Zahra’

Regierungstruppen und regimetreue Milizen setzten mit russischer Luftunterstützung ihren Vormarsch auf die bislang von Rebellengruppen eingeschlossenen Enklaven Nubl und az-Zahra’ nördlich von Aleppo fort. Sie vermeldeten am 2. Februar, dass sie sich bis auf sechs Kilometer an die Dörfer herangekämpft hätten. Oppositionsvertreter nahmen die Kämpfe und die Luftangriffe zum Anlass, sich von Friedensgesprächen in Genf zunächst zurückzuziehen.
Am 3. Februar gab der UNO-Beauftragte für Syrien, Staffan de Mistura, bekannt, dass die Friedensgespräche in Genf bis zum Ende des Monats ausgesetzt seien, um offene Fragen zu klären. Das syrische Staatsfernsehen meldete ebenfalls am 3. Februar, dass Regierungstruppen und verbündete Milizen die bisher eingeschlossenen schiitischen Dörfer Nubl und az-Zahra’ im Gouvernement Aleppo erreicht hätten und die Belagerung durchbrochen sei. Aus Kreisen der Aufständischen wurde das bestätigt; die Belagerung sei nach hunderten russischen Luftangriffen durchbrochen worden.
Die zunehmenden Geländegewinne der Regierungstruppen und die dadurch drohende Einkesselung der von Rebellen gehaltenen Teile Aleppos führten zu massiven Fluchtbewegungen mit Zielrichtung Türkei. Am Grenzübergang Bab as-Salama/Öncüpinar, gelegen zwischen den Städten Aʿzāz und Kilis, staute sich eine fünfstellige Anzahl von Flüchtlingen, nach Angaben des Uno-Büros für Nothilfekoordinierung vom 5. Februar 20.000 direkt am Übergang sowie weitere 10.000 im unmittelbaren Umland. Am 7. Februar war deren Anzahl bereits auf etwa 50.000 angewachsen. Die türkische Regierung hielt den Grenzübergang vorläufig geschlossen, begann aber, die auf der syrischen Seite Wartenden mit Essen, Decken und Zelten zu versorgen.
Am 5. Februar rief der türkische Präsident Erdoğan die Vereinigten Staaten und die Europäische Union dazu auf, die syrisch-kurdische Partei der Demokratischen Union (PYD) sowie ihren militärischen Flügel, die Volksverteidigungseinheiten (YPG), als Terrororganisation einzustufen. Er forderte zugleich, dass sich die USA zwischen der PYD oder der Türkei als Partner zu entscheiden hätten. Vorangegangen war ein Besuch des Gesandten der USA bei der Internationalen Allianz gegen den Islamischen Staat, Brett McGurk, in der Stadt Kobanê, die im faktisch autonomen, maßgeblich von der PYD kontrollierten kurdischen Gebiet von Rojava liegt. Die Türkei hatte bereits zuvor verstärkt Truppen und Panzer an der Grenze Rojavas stationiert und mehrfach mit einem Einmarsch gedroht. Ein Sprecher des US-Außenministeriums stellte am 8. Februar klar, dass die Vereinigten Staaten, im Gegensatz zur Türkei, die PYD nicht als Terrororganisation betrachteten.
Am 8. Februar berichteten Beobachter, dass die Regierungstruppen ihren Vormarsch in Richtung Norden weiter fortsetzten. Nach der Eroberung des Dorfes Kafin stünden sie derzeit fünf Kilometer vor der Ortschaft Tal Rifaat, die als Rebellenhochburg gilt, und somit nur noch etwa 25 Kilometer von der syrisch-türkischen Grenze entfernt. Am gleichen Tage veröffentlichte eine Kommission der Vereinten Nationen einen Untersuchungsbericht zur Lage in Syrien, in dem sie sowohl der Regierung als auch mehreren ihrer Gegner Verbrechen gegen die Menschlichkeit vorwarf.
Am 9. Februar detonierte in Damaskus in der Nähe eines Gemüsemarktes eine Autobombe, mehrere Menschen kamen dabei ums Leben. Der IS bekannte sich zu der Tat.
Nach Angaben der Aktivisten der Syrischen Beobachtungsstelle für Menschenrechte vom 11. Februar gelang es kurdischen Kämpfern der YPG, den zwischen Aleppo und der türkischen Grenze gelegenen ehemaligen Militärflugplatz Menagh von Kämpfern des Bündnisses „Levante-Front“ zu erobern. Die Aktivisten gaben an, die Kurden hätten bei ihrem Angriff direkte Unterstützung durch die russische Luftwaffe erhalten, die rund 30 Angriffe auf die Verteidiger geflogen haben soll, bevor die Anlage erobert wurde.
Im Vorfeld der Münchner Sicherheitskonferenz einigten sich Vertreter der aus 17 Staaten und drei internationalen Organisationen bestehenden Syrien-Kontaktgruppe in der Nacht vom 11. auf den 12. Februar in der bayrischen Hauptstadt auf weitere Maßnahmen zur Beendigung des Bürgerkrieges. Sie sehen drei Punkte vor: eine Reihe konkret benannter Ortschaften sollen durch eine Task Force unter Leitung der UNO umgehend mit humanitärer Hilfe versorgt werden; binnen weniger Tage solle eine Feuerpause zwischen den Konfliktparteien vereinbart werden, wobei diese weder für den Kampf gegen den Islamischen Staat noch gegen die al-Nusra-Front gelte; deren Umsetzung solle die Grundlage für die Wiederaufnahme der derzeit ausgesetzten Friedensverhandlungen in Genf sein.
Am 13. Februar beschoss die türkische Armee mit Artillerie Kräfte der YPG auf dem Militärflugplatz Menagh, den diese am 11. Februar mit Hilfe der russischen Luftwaffe von Oppositionskräften des Bündnisses „Levante-Front“ erobert hatten.
Aktivisten des SOHR berichteten am 14. Februar, dass ein Bündnis kurdischer Kämpfer Mitglieder nicht näher definierter Rebellengruppen bei Tall Rifaat und Aʿzāz nördlich von Aleppo bekämpfe. Die Kurden hätten dabei die Straße zwischen den beiden Rebellenstützpunkten besetzt. Der türkische Premierminister Davutoğlu verteidigte die Artillerieangriffe seines Landes auf kurdische Verbände in Syrien und erklärte Angriffe auf Kräfte, die eine Bedrohung für Aʿzāz und dessen Umgebung darstellten, für gerechtfertigt.
Am 15. Februar wurden fünf medizinische Einrichtungen und zwei Schulen in Rebellengebieten Syriens an verschiedenen Standorten bei Angriffen schwer beschädigt und rund 50 Personen getötet. Der türkische Premierminister Davutoğlu beschuldigte Russland, für einen der Angriffe auf ein Krankenhaus in Aʿzāz verantwortlich zu sein. Russlands Ministerpräsident Medwedew wies die Vorwürfe zurück. Bei einem der Angriffe auf eine Einrichtung in Maarat an-Numan kamen laut der betreibenden Hilfsorganisation Ärzte ohne Grenzen 25 Menschen ums Leben. Die Organisation vermutete das syrische Regime oder seine Verbündeten hinter dem Angriff, gestand aber ein, zuvor die Koordinaten des Krankenhauses den syrischen Behörden auf Wunsch der Angestellten nicht mitgeteilt zu haben.
In einem Vorort von Damaskus griffen zwei Selbstmordattentäter des IS am 21. Februar Ziele bei einer schiitischen Moschee an und töteten mit Bomben nach Regierungsangaben etwa 80 Menschen. In Homs griffen ebenfalls IS-Attentäter an und töteten zwischen 32 und 60 Menschen in einem Alawitenviertel.
Am 27. Februar begann ab Mitternacht die verhandelte Waffenruhe, die zur Annäherung an die Friedensgespräche im März dienen sollte. Der Waffenstillstand wurde, außer in einigen Zwischenfällen in Aleppo und Homs, in den meisten Gebieten eingehalten. Die Nusra-Front und der IS sind vom Waffenstillstand ausgeschlossen.
Die Terrororganisation IS griff am 27. Februar die von den kurdischen YPG gehaltene syrische Grenzstadt Tall Abyad zur Türkei an. US-amerikanische Kampfflugzeuge unterstützen die YPG im Rahmen der Operation Inherent Resolve bei der Verteidigung. Bei den Kämpfen kamen mindestens 45 IS-Milizionäre sowie 20 YPG-Kämpfer und ihre Verbündeten ums Leben.

## März
Der russische Präsident wies am 14. März seine Streitkräfte in Syrien an, mit dem Rückzug des Großteils der Truppen zu beginnen. Der Rückzug sei mit Assad abgestimmt. Putin sah die Mission seiner Soldaten in Syrien als weitgehend erfüllt an und er wolle mit dem Abzug die Friedensgespräche voranbringen.
Auch nach dem Teilabzug der russischen Streitkräfte wurden bei Luftangriffen auf Stellungen des IS nahe der syrischen Stadt Palmyra zur Unterstützung der syrischen Bodenoffensive am 19. März mindestens 18 Kämpfer getötet.
Nach Angaben des Gouverneurs von Homs und von SOHR-Aktivisten drangen syrische Truppen am 23. März bis an den Rand von Palmyra vor und besetzten die Höhenzüge nahe der Ruinenstadt.
Am 27. März wurde die Eroberung von Palmyra bekanntgegeben.

## April
Am 5. April schossen Rebellen der al-Nusra-Front ein syrisches Militärflugzeug ab. Nach Angaben aus Regierungskreisen wurde dazu von den Islamisten eine Boden-Luft-Rakete eingesetzt.
Am 7. April verschleppten IS-Kämpfer bei ad-Dumair, 30 Kilometer nordöstlich von Damaskus, mehr als hundert Mitarbeiter einer Zementfabrik.
Am 15. April drangen nach Angaben von Angehörigen von Flüchtlingen und Menschenrechtsaktivisten der Gruppe Human Rights Watch IS-Kämpfer in eines der Flüchtlingslager mit rund 30.000 Bewohnern an der türkischen Grenze nördlich von Aleppo ein und versuchten, die Bewohner zum Umzug in Gebiete des IS zu zwingen. Schutzsuchende hätten daraufhin versucht, sich im Norden Zutritt zum türkischen Staatsgebiet zu verschaffen, seien aber von türkischen Sicherheitskräften mit Schüssen zurückgedrängt worden. Türkische Offizielle gaben dagegen an, die Flüchtlinge hätten sich nach Westen entlang der Grenze zu einem anderen Lager bewegt.
Am 16. April beschossen Aufständische Gebiete von Aleppo mit Raketen, die unter Regierungskontrolle standen, während Regierungstruppen die Gebiete der Aufständischen in der Stadt aus der Luft angriffen. Zwischen sechs und zehn Personen sollen nach widersprüchlichen Angaben verschiedener Stellen insgesamt getötet worden sein.
Am 18. April kündigten mehrere Rebellengruppen den Waffenstillstand mit den Regierungstruppen auf und gaben bekannt, künftig mit Gewalt gegen Regierungstruppen vorgehen zu wollen, die ihrerseits Gewalt gegen Zivilisten anwendeten. Die türkische Stadt Kilis wurde aus einem Gebiet, das unter Kontrolle des IS steht, mit Raketen beschossen. Vier Zivilisten wurden getötet.
Am 19. April gaben ein FSA-Vertreter und die SOHR-Gruppe bekannt, dass zwei Luftangriffe auf Wochenmärkte in Maarat an-Numan und Kafr Nabl geflogen worden seien. Etwa 40 Personen seien getötet worden, die Identität der Angreifer war unbekannt. Oppositionsvertreter des Hohen Verhandlungskomitees (HNC) reisten daraufhin aus Genf ab und erklärten die in der Woche zuvor begonnenen Friedensgespräche für ausgesetzt.
In der Nacht vom 27. auf den 28. April eskalierten die Kämpfe in Aleppo mit Werferbeschuss auf Regierungsgebiete und Luftangriffe auf Rebellengebiete der Stadt. Neben anderen Zielen zerstörten zwei Luftangriffe ein von der Hilfsorganisation Ärzte ohne Grenzen unterstütztes Krankenhaus im Rebellengebiet. Auf beiden Seiten sollen insgesamt rund 200 Personen während der Kämpfe getötet worden sein. Russische Streitkräfte bestritten, für die Luftangriffe verantwortlich zu sein. Die USA und Oppositionsvertreter machten die Armee von Präsident Assad für die Zerstörung des Krankenhauses verantwortlich, aber auch die Vertreter des Regimes bestritten die Verantwortung. Vor dem Sicherheitsrat legte UN-Nothilfekoordinator Stephen O’Brien seinen Bericht zu Syrien vor. Neben Angriffen auf Krankenhäuser, fehlendem Zugang zu Zivilisten in Folge der Kampftätigkeiten diverser Kriegsparteien, prangerte er an, dass Regierungstruppen den Transport von medizinischem Material mit Hilfslieferungen in bestimmte Gebiete unter Oppositionskontrolle verbieten würden.

## Mai
Am 2. Mai beschossen Aufständische in Aleppo unter Regierungskontrolle stehende Wohngebiete. Dabei wurden auch ein Krankenhaus von Raketen getroffen und bis zu 20 Menschen getötet.
Am 5. Mai drangen Rebelleneinheiten der al-Nusra-Front und verbündeter Gruppierungen in den Ort Khan Tuman, 5 Kilometer südwestlich von Aleppo, vor und besetzten ihn. SOHR-Aktivisten berichteten, dass dabei 30 Angehörige der Regierungstruppen und 45 Rebellenkämpfer getötet wurden. Der Vertreter Russlands im UNO-Sicherheitsrat verhinderte eine vom Vereinigten Königreich eingebrachte Resolution zur Verurteilung der Gewalt gegen Zivilisten in Aleppo.
Am 6. Mai wurde ein Flüchtlingslager nahe der türkischen Grenze bei Sarmada, westlich von Aleppo angegriffen, wobei nach UNO-Angaben etwa 30 Menschen getötet wurden. Aktivisten behaupteten, Luftangriffe des syrischen Regimes hätten die Zerstörungen verursacht, was dessen Vertreter bestritten. Generalmajor Igor Konaschenkow, Sprecher des russischen Verteidigungsministeriums, bestritt eine russische Beteiligung und beschuldigte die dort aktive islamistische al-Nusra-Front das Zeltlager mit einem Mehrfachraketenwerfer beschossen zu haben. Der UN-Nothilfekoordinator Stephen O’Brien forderte eine unabhängige Untersuchung des Vorfalls.
Nach offiziellen Angaben vom 8. Mai 2016 aus dem Iran sind bei Gefechten gegen die al-Nusra-Front in dem 5 km südöstlich von Aleppo gelegenen Dorf Chan Tuman 13 Soldaten der iranischen Revolutionsgarde getötet und 21 weitere verletzt worden.
Am 8. Mai gaben türkischen Streitkräfte an, durch Artilleriebeschuss Stellungen der Terrororganisation Islamischer Staat (IS) in Nordsyrien angegriffen und dabei 55 IS-Kämpfer getötet zu haben. Türkische Behörden machen den IS für mehrere Raketenangriffe auf die türkische Grenzstadt Kilis verantwortlich.
Am 10. Mai kam es auf einem Luftwaffenstützpunkt bei Damaskus zu einer Explosion, bei der der libanesische Hisbollah-Kommandeur Mustafa Badr ad-Din getötet wurde. Nach ersten Angaben in einem hisbollahnahen Fernsehsender, sollte ein israelischer Luftangriff Ursache der Explosion gewesen sein. Tage später gab die Organisation einen Artillerieangriff einer Rebellengruppe als Ursache an.
Am 14. Mai 2016 wurden nach Angaben der Syrischen Beobachtungsstelle für Menschenrechte (SOHR) bei Kämpfen um das Krankenhaus der ostsyrischen Stadt Deir ez-Zor zwischen den syrischen Streitkräften und der Terrororganisation Islamischer Staat (IS) mindestens 35 Regierungssoldaten und 24 IS-Kämpfer getötet. IS-Kämpfer zerstörten nach eigenen Angaben vier Kampfhubschrauber und etwa 20 Lastkraftwagen der Russischen Föderation durch eine Explosion auf einem Flugfeld in Tiyas bei Palmyra, dass zuvor von Regierungstruppen dem IS abgenommen worden war. Amerikanische Analysten bestätigten die Zerstörungen mit Hilfe von Luftaufnahmen, Repräsentanten der Föderation stritten Verluste jedoch ab.
Am 22. Mai forderten fast 40 Rebellengruppen in einer Stellungnahme, innerhalb der nächsten 48 Stunden eine neue Regierungsoffensive zu beenden, die sich seit dem 19. Mai gegen Rebellenhochburgen im Umland von Damaskus richtet, ansonsten sei der Waffenstillstand beendet.
Bei mehreren Terroranschlägen des Islamischen Staates (IS) in Dschabla und Tartus wurden am 23. Mai nach Angaben der SOHR bei sieben Explosionen; zwei Autobomben und fünf Selbstmordattentaten mindestens 153 Menschen getötet und mehr als 200 verletzt. Die syrische Nachrichtenagentur SANA berichtete zunächst von mindestens 78 Toten. In beiden Städten leben viele Alawiten und Unterstützer von Präsident Baschar al-Assad.
Am 28. Mai drangen IS-Kämpfer in die von Rebellen gehaltene Stadt Mare', 25 km nördlich von Aleppo, vor.
Am 30. Mai erklärte der Chefunterhändler der syrischen Opposition in Genf, Mohammad Alloush, die Gespräche für gescheitert und trat von seinem Amt zurück. Er nannte insbesondere die Haltung der Regierung Assad und die Unfähigkeit der internationalen Gemeinschaft, ihre eigenen Resolutionen umzusetzen, als Gründe. Bei einer Serie von Luftangriffen, die regimetreuen Kräften zugerechnet werden, trafen mehrere Raketen ein Krankenhaus und dessen Umgebung in Idlib und töteten etwa 30 Menschen.
Am 31. Mai startete die SDF mit mehreren tausend Mann ihre Offensive auf Manbidsch, das seit 2014 von der IS gehalten wird. Manbidsch ist ein wichtiger Knotenpunkt auf der Versorgungsroute des IS von Raqqa in die Türkei. Die SDF hatte schon im Dezember 2015 die Tischrin-Talsperre eingenommen und war seit Monaten bereit, doch die empfindliche politische Lage im Norden Aleppos und der Einspruch der Türkei, die die YPG innerhalb der SDF als Terrororganisation sieht, verzögerten die Offensive. Die SDF benutzte den Tischrin-Damm und die gesprengte Brücke bei Qara Qozak weiter nördlich, um schweres Gerät und Kämpfer über den Euphrat zu setzen.

## Juni
Am 4. Juni berichteten das SOHR von Kämpfen zwischen Regierungstruppen und IS-Kämpfern südwestlich von Raqqa. Regierungstruppen hätten eine Offensive begonnen und würden mit Unterstützung russischer Luftangriffe vorrücken, um die Großstadt zurückzuerobern. Beobachter vermuten, dass man mit dieser Offensive verhindern will, dass sich mit den USA verbündete Rebellen der Stadt bemächtigen können, deren Kämpfer in Gefechten mit dem IS zuvor Geländegewinne entlang der türkisch-syrischen Grenze erzielt hatten.
Am 10. Juni hatten Kämpfer der SDF die Stadt Manbidsch vollständig eingeschlossen. Damit waren neben etwa 2000 IS-Kämpfern auch mehrere tausend Zivilisten festgesetzt.
Am 11. Juni kam es zu zwei Anschlägen durch IS-Attentäter in Schiitengebieten bei Damaskus, bei denen 20 Personen getötet wurden.
Am 12. Juni wurde mehrere Ziele, darunter ein Markt in Maarat an-Numan in der Provinz Idlib, nach SOHR-Angaben von Luftangriffen getroffen. 27 Zivilisten wurden nach Angaben der Aktivisten getötet.
Am 20. Juni griffen russische Kampfflugzeuge einen Stützpunkt der Neuen Syrischen Armee (NSA) bei at-Tanf im Gouvernement Deir ez-Zor an. Die USA starteten darauf zwei F/A-18 Jagdbomber, die die russischen Flugzeuge abdrängten. Als die Amerikaner zum Auftanken abdrehten, griffen die russischen Bomber die Basis erneut an. Nach NSA-Angaben wurden durch abgeworfene Streubomben von der 30 Mann starken Garnison zwei Kämpfer getötet und 18 weitere verwundet. Die russische Seite erklärte später, dass der Ort ihres Bombenangriffs 300 Kilometer entfernt von der Position liege, die ihnen die Amerikaner zuvor als Standort der gemäßigten Rebellen mitgeteilt hätten.
Am 29. Juni zerschlugen IS-Kämpfer nach Meldungen beider Seiten einen Vorstoß von syrischen Rebellen der Neuen Syrischen Armee bei al-Bukamal. Der IS meldete, die Angreifer hätten 40 Tote und 15 Gefangene zu beklagen.

## Juli
Am 1. Juli stürzte ein Flugzeug der syrischen Luftwaffe bei Dschairud im Gouvernement Rif Dimaschq ab. Nach Angaben örtlicher Kämpfer der Dschaisch al-Islam hätten Kämpfer der Nusra-Front den Piloten gefangen genommen, der sich zuvor mit dem Fallschirm gerettet hatte, und ihn später ermordet. Am 2. Juli griffen nach SOHR-Angaben syrische Kampfflugzeuge den Ort an, wobei etwa 30 Zivilisten getötet worden sein sollen. Der Angriff soll nach Einschätzung eines FSA-Kommandeurs ein Racheakt für die Ermordung des Piloten gewesen sein.
Am 8. Juli rückten Regierungstruppen nördlich von Aleppo vor, um die letzte Versorgungsstraße in die Rebellengebiete der Stadt zu unterbrechen. Bei Luftangriffen syrischer oder russischer Flugzeuge wurden laut SOHR-Aktivisten 23 Menschen in Darkusch an der Grenze zur Türkei getötet.
Am 9. Juli wurde bei Kämpfen zwischen syrischen Regierungstruppen und IS-Kämpfern bei Palmyra ein russischer Mi-25-Hubschrauber abgeschossen, der die syrischen Truppen unterstützt hatte. Rebellengruppen beschossen Teile von Aleppo, die unter Regierungskontrolle stehen, und töteten nach SOHR-Angaben 38 Zivilisten.
Am 17. Juli eroberten syrische Regierungstruppen die nördlich von Scheich Maksud gelegene sog. „Castello-Route“, den letzten verbliebenen Nachschubweg in die Osthälfte Aleppos.
Am 19. Juli 2016 wurde bekannt, dass die Demokratischen Kräfte Syriens (SDF) das IS-Hauptquartier von Manbidsch eingenommen haben. Ein Angriff der US-Luftwaffe tötete nach SOHR-Angaben am 19. Juli irrtümlich etwa 60 Zivilisten, die versucht hatten, aus dem Ort zu fliehen. IS-Kämpfer hielten weiter Teile von Manbidsch. Im Dorf Tuchar, zwischen Manbidsch und Dscharabulus, griff die US-Luftwaffe vermeintliche Bereitstellungen des IS an, die zum Angriff auf Manbidsch zusammengezogen worden waren. B-52-Bomber und A-10-Kampfflugzeuge griffen den Ort an und warfen lasergelenkte GBU-54 und GBU-31 Bomben ab. Mindestens 95 Personen wurden getötet, der überwiegende Teil davon waren nach Angaben von Aktivisten Zivilisten.
Am 23. Juli 2016 treffen vom syrischen Regime oder Russland abgeworfene Bomben das al-Hakim Hospital. Dabei sterben mindestens vier Menschen.
Am 28. Juli kündigte Russlands Verteidigungsminister Schoigu an, Korridore aus dem belagerten Aleppo öffnen zu wollen, damit Zivilisten die Stadt verlassen könnten. Er bezeichnete die Aktion als „großangelegten humanitären Einsatz“. Über die staatliche Nachrichtenagentur SANA ließ Präsident Assad die Meldung verbreiten, dass Rebellenkämpfer, die sich innerhalb der nächsten drei Monate ergeben würden, eine staatliche Amnestie erhielten. Zivilklagen sollen nach dem Dekret aber weiter möglich sein.
Am 29. Juli versuchten Kämpfer aus verschiedenen Rebellengruppen, den Belagerungsring um Aleppo mit einer Offensive zu durchbrechen. Während regimetreue Truppen sich im Norden der Stadt verstärkten und sich zum Vorrücken nach Süden bereitmachten, konzentrierten die Kämpfer der Gruppen „Dschabhat Fatah asch-Scham“, der „Nusra-Front“ und den „Ahrar asch-Scham“ ihren Angriff gegen den Südwesten der Stadt, wo es ihnen gelang, in Stadtteile einzudringen, die unter Regierungskontrolle stehen.

## August
Am 2. August beschuldigten sich Rebellen und Regierungstruppen gegenseitig, chemische Waffen eingesetzt zu haben: Bei Saraqib, 40 km südwestlich von Aleppo, wurde nach Rebellenangaben von den Regierungstruppen Chlorgas eingesetzt; in der Altstadt von Aleppo haben dagegen nach Regierungsangaben, Rebellen Geschosse mit Kampfgas abgefeuert, wodurch fünf Personen getötet und weitere verletzt wurden.
Am 3. August meldeten syrische Staatsmedien, dass der Angriff der Rebellen in Aleppo auf den Ortsteil ar-Ramusa zum Stehen gebracht wurde. 40 Zivilisten starben nach SOHR-Angaben seit Beginn der Offensive vor drei Tagen.
Am 5. August zogen sich die Kämpfe um ar-Ramusa hin. Islamistische Rebellengruppen versuchten weiter, den Belagerungsring um Aleppo von außen einzudrücken. Kämpfe wurden vor allem im Bereich einer Artillerieposition der Regierungstruppen gemeldet, zu der sich die sunnitischen Kämpfer unter Führung der al-Nusra-Front den Weg nach eigenen Angaben auch mit Selbstmordattentätern freigesprengt hatten. Die umkämpfte Position liegt nur etwas mehr als einen Kilometer vom belagerten Teil Aleppos entfernt.
Die islamistisch-salafistischen Rebellenmilizen Ahrar al-Scham und Dschabhat Fatah asch-Scham (vormals Al-Nusra-Front), als Teil der Dschaisch al-Fatah, erklärten am 6. August, im Südwesten der Stadt nach drei Wochen anhaltenden Kämpfen den Belagerungsring der syrischen Streitkräfte durchbrochen zu haben. SOHR-Aktivisten bestätigten die Meldung, ein sicherer Versorgungskorridor in die vorher belagerten Stadtteile bestehe aber noch nicht. Die russische Luftwaffe verstärkte anschließend die Angriffe auf Orte unter Rebellenkontrolle in der Provinz Idlib, aus der die Offensive gekommen war.
Am 13. August vertrieben kurdische Kämpfer des SDF mit Unterstützung von US-Luftangriffen und Spezialeinheiten den IS aus Manbidsch.
Am 14. August griff ein Selbstmordattentäter einen Bus an, der Kämpfer der Rebellen aus der Türkei bei Atmeh in die Provinz Idlib schleuste. 40 Menschen sollen nach Angaben von Aktivisten dabei getötet worden sein.
Am 15. August scheiterte ein Versuch islamistischer Rebellen, ihren Durchbruch durch die Belagerung bei Aleppo zu vergrößern. Nach einem Gegenangriff von Regierungstruppen gaben die Kämpfer zuvor gewonnene Gebiete wieder auf. 35 Rebellen wurden nach SOHR-Angaben getötet.
Am 18. August drängten amerikanische Jagdflugzeuge zwei Su-24-Bomber der syrischen Luftwaffe ab, die einen Einsatz in der Nähe kurdischer YPG-Truppen und von US-Spezialeinheiten geflogen hatten.
Am 22. August griffen türkische Truppen mit Artillerie Ziele bei Manbidsch an, das zuvor am 13. August von SDF-Verbänden mit US-Unterstützung vom IS erobert worden war. Türkische Medien berichteten, die Angriffe würden sich gegen kurdische Kämpfer der PYD richten, die Teil der SDF sind. Auch habe man IS-Positionen bei Dscharabulus beschossen. Auf türkischem Territorium befinden sich nach SOHR-Angaben Rebellenkämpfer, das SDF sprach dagegen von Söldnern, die die türkische Regierung zusammenzieht, um Dscharabulus zu besetzen. Ein Sprecher der sunnitisch-islamistischen Levante-Front gab an, man wolle Dscharabulus erobern, bevor SDF-Einheiten die Möglichkeit dazu hätten.
Am 24. August begann eine türkische Militäroffensive in Nordsyrien. Um 4 Uhr morgens begann die türkische Artillerie, rund 220 Granaten auf Dscharabulus zu schießen, dazu kamen Luftangriffe türkischer Flugzeuge. Türkische Spezialeinheiten überquerten, gefolgt von Panzern, die Grenze bei Dscharabulus. Türkische Medien berichteten, Kämpfer der Freien Syrischen Armee nähmen an der Operation teil, Beobachter meldeten jedoch, Kämpfer der sunnitisch-islamistischen Faylaq-Al-Sham-Miliz und der Miliz Harakat Nour al-Din al-Zenki hätten ihre Teilnahme an der Operation bekanntgegeben. Nach einem Treffen mit türkischen Repräsentanten drohte US-Vizepräsident Joe Biden den kurdischen Kämpfern in Syrien den Entzug der Unterstützung, sollten sie sich nicht aus dem zuvor eroberten Manbidsch und hinter den Euphrat zurückziehen. Die wichtigsten Gebäude in Dscharabulus wurden von den Angreifern wenige Stunden nach Beginn der Offensive ohne nennenswerte Gegenwehr besetzt. Die IS-Einheiten hatten sich offenbar zuvor zurückgezogen.
Am 25. August gaben die seit vier Jahren eingeschlossenen Aufständischen in der Stadt Darayya bei Damaskus auf und ersuchten die Regierungstruppen um einen Waffenstillstand. Den Kämpfern wurde nach Abgabe der Waffen freies Geleit zugesichert. Vorgeschobene Rebelleneinheiten, die mit türkischen Truppen zusammenarbeiten, stießen beim Versuch, südlich von Dscharabulus in Richtung Manbidsch vorzurücken, auf kurdische SDF-Einheiten. Warnschüsse seien abgefeuert worden.
Am 26. August drangen nach kurdischen Angaben türkische Truppen bei Kobanê, 30 km östlich des Euphrat, mit Panzern und Baumaschinen über die Grenze nach Syrien ins Kurdengebiet ein. Andere türkische Einheiten griffen kurdische Truppen südlich von Dscharabulus nach SOHR-Angaben mit Artillerie und Kampfflugzeugen an. Kurdische Kämpfer und mit Ankara verbündete Milizen lieferten sich demnach mit Unterstützung türkischer Panzer rund acht Kilometer südlich von Dscharabulus Gefechte.
Am 30. August meldeten Rebellen die Eroberung von Halfaya, 25 km nordwestlich von Hama. Die Regierung bestätigte den Verlust nicht, sprach aber von Luftangriffen in der Region und dutzenden toten Rebellen. SOHR-Aktivisten nannten die Zahl von 20 getöteten Aufständischen.

## September
Am 4. September meldeten Aktivisten des SOHR, dass Regierungstruppen den Korridor, den Rebellenverstärkungen zuvor aus dem Südwesten kommend nach Aleppo freigekämpft hatten, durch einen Vorstoß wieder eingedrückt hätten. Die Rebellengebiete der Stadt sind demnach wieder eingeschlossen.
Am 5. September schnitten türkeitreue Rebellen die letzte Landverbindung des IS zur Türkei ab, indem sie die Dörfer zwischen ar-Raʿi im Westen und Dscharabulus im Osten besetzten, die der IS nach SOHR-Angaben zuvor kampflos aufgegeben hatte.

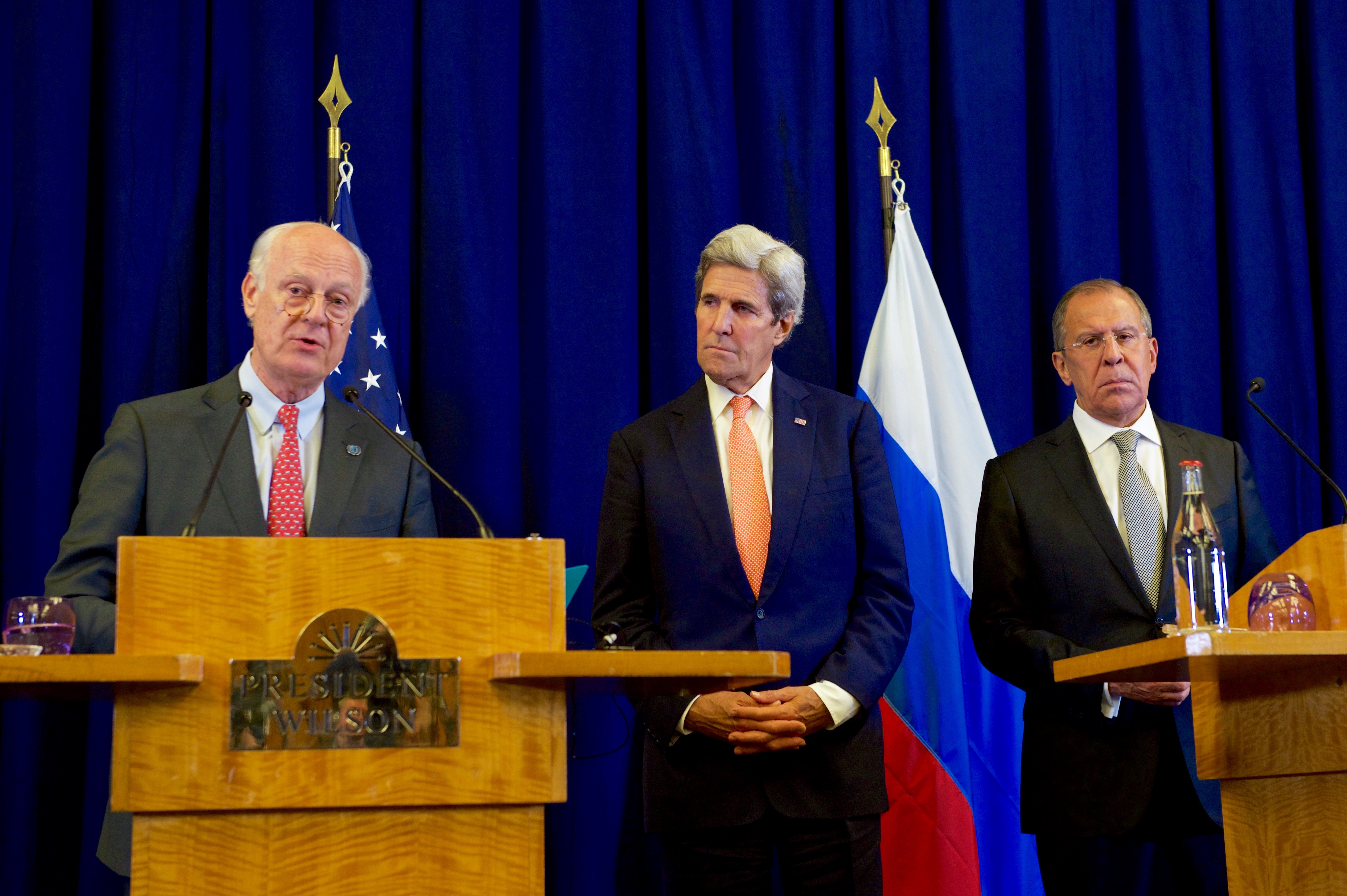
Die Außenminister Lawrow und Kerry zusammen mit Staffan de Mistura am 9. Sept. bei der Pressekonferenz in Genf

Am 10. September wurden Details einer Vereinbarung zwischen den Außenministern Russlands und der USA in Genf bekanntgegeben, nach der am Montag, dem 12. September eine Waffenruhe in Syrien beginnen soll. Anschließend sollen Hilfslieferungen beginnen und beide Länder wollen ihre Angriffe auf Ziele der Terrorgruppen IS und Al-Nusra in Syrien koordinieren. Syrische Regierungstruppen versuchten vor Inkrafttreten der Waffenruhe letzte Geländegewinne zu erzielen und bombardierten die Städte Idlib und Aleppo. Etwa 81 Personen sollen dabei nach SOHR-Angaben getötet worden sein.
Am 12. September begann ab 19:00 Uhr Ortszeit (12:00 Uhr Eastern Standard Time) ein Waffenstillstand für Syrien, der die wesentlichen Akteure, einschließlich der Kräfte auf Seiten der Regierung Assad, verpflichtet, Angriffe am Boden und aus der Luft zu unterlassen. Die Regierungstruppen sollen zudem eine Straße in die eingeschlossenen Teile der Metropole Aleppo für Hilfslieferungen öffnen. Die als Terrorgruppen geltende Al-Nusra-Front sowie der IS sind vom Waffenstillstand ausgenommen.
Am 13. September um 1 Uhr Ortszeit griffen israelische Kampfflugzeuge syrische Stellungen in Grenznähe an. Nach israelischen Angaben handelte es sich um eine Vergeltungsaktion für eine fehlgegangene Mörsergranate, die bei Kämpfen in Syrien am Vorabend auf der syrischen Seite der Grenze abgefeuert und auf von Israel besetztem Gebiet eingeschlagen war. Syrische Truppen starteten danach zwei Boden-Luft-Raketen und vermeldeten den Abschuss eines Flugzeuges und einer Drohne, was israelische Stellen dementierten.
Am 15. September einigten sich Vertreter der USA und Russlands auf eine Verlängerung der Waffenruhe um 48 Stunden. Russische Medien berichteten von sechzig Einzelverstößen an den ersten beiden Tagen der Waffenruhe, von denen die meisten von Kämpfern der sunnitischen Ahrar asch-Scham begangen worden sein sollen. Aleppo konnte bisher nicht mit Hilfslieferungen erreicht werden, da Regierungstruppen keine Lieferungen über die zentrale „Castello-Straße“ in die Stadt lassen wollen, die nicht über die Vereinten Nationen oder von ihnen selbst koordiniert werden.
Am 16. September versuchten die USA eine kleine Spezialeinheit zur Koordinierung von Luftangriffen in den syrischen Grenzort ar-Raʿi zu bringen, den von der Türkei gelenkte Kämpfer zuvor vom IS erobert hatten. Die Kämpfer im Ort beschimpften jedoch die US-Soldaten und zwangen sie schließlich zum Rückzug.
Am 17. September flammten an mehreren Stellen Gefechte auf und Regierungstruppen flogen Luftangriffe in den Gebieten Hama, Homs und Aleppo. Beide Seiten schoben der jeweils anderen Seite die Verantwortung für die Kämpfe zu. Die LKW mit Hilfslieferungen für Aleppo lagen weiter an der türkischen Grenze fest. Die syrischen Regierungstruppen im vom IS belagerten Deir ez-Zor wurden nach eigenen Angaben von vier Luftangriffen getroffen, die etwa 80 syrische Soldaten töteten. Unmittelbar danach nutzen IS-Kämpfer die Lage und stürmten die syrischen Stellungen und gaben die Eroberung eines Ortsteils bekannt. Die syrische Regierung und Russland machten die USA für die Luftangriffe verantwortlich. Sowohl die USA als auch Russland hatten am 17. Luftangriffe gegen den IS in der Umgebung geflogen. Amerikanische Stellen gestanden wenige Stunden später die Luftangriffe ein, die man aber abgebrochen habe, nachdem russische Stellen gewarnt hätten, dass die US-Flugzeuge syrische Regierungstruppen angriffen. Nachträglich gestanden auch die Luftwaffen des Vereinigten Königreichs (beteiligt mit Reaper-Drohnen) und Dänemarks (beteiligt mit zwei F-16), ihre Mitwirkung an dem Angriff ein, der vermutlich die syrischen Truppen getroffen hatte.
Am 19. September erklärten die syrischen Streitkräfte über Staatsmedien die Waffenruhe für beendet. Wenige Stunden später erfolgte nach Angaben von Aktivisten in Urum al-Kubra, einem Ort unter Rebellenkontrolle, südwestlich von Aleppo, ein Luftangriff auf einen 31 Fahrzeuge umfassenden Hilfskonvoi des Roten Halbmondes. 18 Fahrzeuge sind nach UNO-Angaben getroffen worden, und 12 Personen wurden nach SOHR-Angaben getötet. Später gaben zwei US-Beamte an, zwei russische Su-24 hätten sich über dem Konvoi befunden, als er angegriffen worden sei, das Weiße Haus und das US-Außenministerium bestätigten diese Aussage jedoch nicht. Russische Stellen gaben dagegen an, der Konvoi sei von einem Fahrzeug der Rebellen begleitet worden, anschließend seien die 18 LKW in Brand geraten. Die UNO bestätigte nach einer Untersuchung durch Experten eine Stellungnahme der USA, wonach es sich um einen Luftangriff gehandelt habe.
Am 22. September kapitulierten nach langer Belagerung Rebellenkämpfer in al-Waʿr, einem Stadtteil von Homs. Regierungstruppen sicherten ihnen und ihren Familien freies Geleit zu Rebellengebieten im Norden zu. Damit ist Homs nach Ausbruch des Krieges 2011 das erste Mal wieder komplett unter Kontrolle der Regierungstruppen.
Kurz nachdem die syrische Regierung angekündigt hatte, eine neue Offensive starten zu wollen, zählten SOHR-Beobachter am 23. September innerhalb weniger Stunden 30 Luftangriffe auf die Rebellengebiete der Metropole Aleppo. Rebellen berichteten, die zentrale Pumpstation der Wasserversorgung sei dabei zerstört und etwa 20 Personen seien bisher getötet worden.
Am 24. eroberten syrische Truppen das Flüchtlingslager Handarat, im Norden des eingeschlossenen Aleppo. Bei fortgesetzten Luftangriffen wurden nach SOHR-Angaben 49 Menschen im Lager getötet.
Am Morgen des 25. September gaben Rebellen bekannt, Handarat wieder zurückerobert zu haben.
Am 27. September gaben syrische Staatsmedien die Eroberung eines Viertels in der Nähe der Zitadelle von Aleppo bekannt. SOHR-Aktivisten bestätigten, dass regierungstreue Truppen von Osten her in die Altstadt, im Zentrum des Rebellengebietes vorgedrungen seien. Oppositionelle gaben in sozialen Medien an, den Vormarsch aufgehalten zu haben. Die Luftangriffe auf die Stadtteile unter Rebellenkontrolle wurden fortgesetzt.
UN-Nothilfekoordinator Stephen O’Brien machte allen kämpfenden Parteien in der Schlacht um Aleppo am 29. September vor dem UNO-Sicherheitsrat schwere Vorwürfe. Er führte aus, dass die Belagerungen in Syrien Kriegsverbrechen seien. 860.000 Menschen seien an verschiedenen Stellen Syriens von Belagerungen betroffen. Den Rebellen warf O’Brian vor, aus dem Schutz der Stadt heraus Angriffe auszuführen. Die Hilflosigkeit des Sicherheitsrates thematisierte er, indem er feststellte, dass es so scheine, als sei die einzig verbliebene Abschreckung das Gericht der Meinung und Abscheu der Weltöffentlichkeit, weil sonst offenbar nichts das Gemetzel beenden könne.

## Oktober
Am 1. Oktober rückten in Aleppo regierungstreue Truppen südlich des ehemaligen Flüchtlingslagers Handarat vor und besetzten ein Krankenhaus und Teile eines Industriegebietes. Die syrische Armee forderte die verbliebenen Kämpfer der Aufständischen in Aleppo zur Aufgabe auf und sicherte ihnen für den Fall freies Geleit und Hilfe zu.
Am 2. Oktober versuchten von der Türkei unterstützte Kämpfer, vom Dorf ar-Raʿi nach Süden in IS-Gebiet in Richtung Dabiq vorzurücken. Die Angreifer hatten nach verschiedenen Quellen Verluste zwischen 15 und 21 Toten und rund zwei Dutzend Verwundeten.
Am 3. Oktober wurden bei einem Selbstmordanschlag des IS auf eine Hochzeit in der Stadt al-Hasaka mehr als 20 Menschen getötet, darunter der Bräutigam, ein kurdischer Kämpfer der SDF.
Am 8. Oktober traten IS-Kämpfer nach SOHR-Angaben zum Gegenangriff auf die von der Türkei unterstützten Rebellen an und eroberten mehrere Dörfer in der Umgebung von Dabiq zurück. Die SOHR-Aktivisten berichteten ebenfalls vom Gouvernement Hama, wo regierungstreue Truppen die Kämpfer der Rebellen aus Gebieten vertrieben haben sollen, die diese erst kürzlich erobert hatten.
Am 15. Oktober wurden erneute Friedensgespräche zwischen den USA und Russland in Lausanne nach vier Stunden ohne konkretes Ergebnis beendet.
Am 16. Oktober eroberten von der Türkei gesteuerte Rebellen Dabiq, nachdem sich der IS zurückgezogen hatte. Die Terrororganisation ließ zuvor verlauten, dass die Schlacht um Dabiq gegen die mit der Türkei verbündeten Kämpfer nicht die Schlacht sei, von der in der Prophezeiung die Rede sei.
Am 20. Oktober flogen türkische Kampfflugzeuge nach Militärangaben 28 Angriffe auf kurdische Bodentruppen im Norden Syriens. Man gab an, die Angriffe hätten sich gegen Ziele gerichtet, die von Kämpfern der Volksverteidigungseinheiten zuvor erobert worden seien. Zwischen 160 und 200 Kämpfer seien durch die Luftangriffe getötet worden. Syrische Regierungstruppen riefen eine einseitige, elfstündige Waffenruhe für Aleppo aus, während derer sich Rebellenkämpfer mit ihren Familien zu Sammelpunkten begeben können, von denen aus sie über zwei Korridore in die Rebellengebiete in Nord-West-Syrien gebracht werden sollen.
Am 22. Oktober endete die auf drei Tage verlängerte Waffenruhe in Aleppo und Kämpfe flammten wieder auf. Vom Angebot, die Stadt zu verlassen, sollen, falls überhaupt, zuvor nur wenige Personen Gebrauch gemacht haben. Nur ein Verletzter wurde während der Waffenruhe aus dem belagerten Stadtteil evakuiert, UN-Nothilfekoordinator O’Brien gab beiden Konfliktparteien die Schuld für das Scheitern weiterer Evakuierungen und das Ausbleiben von Hilfslieferungen.
Am 26. Oktober wurde, nach Angaben des Kinderhilfswerks UNICEF, im vom Rebellen besetzten Teil des Gouvernements Idlib, bei einem Luftangriff eine Schule im Ort Hass getroffen. Dabei sollen 22 Kinder und sechs ihrer Lehrer getötet worden sein.
Am 28. Oktober gaben Rebellen bekannt, dass sie eine erneute Offensive gestartet hätten, um den Belagerungsring um Aleppo zu durchbrechen. Regierungsstellen beschrieben einen Angriff von Aufständischen aus dem Westen kommend gegen die Belagerung um Aleppo im Stadtteil Asad, unterstützt wurden die Angreifer dabei von Artilleriefeuer mit 122-mm Raketen. Das SOHR beschrieb, dass die Offensive mit einer Welle aus Autobomben eröffnet wurde, darunter auch eine, die von einem Selbstmordattentäter der Terrorgruppe Al-Nusra-Front gezündet wurde. Die Aufständischen hatten einen Tag mit Regen und schlechter Sicht für den Beginn der Offensive gewählt, um dem Gegner den Einsatz der Luftwaffe zu erschweren. Durch Artilleriefeuer der Rebellen auf Aleppo wurden 15 Zivilisten getötet und rund 100 verletzt.
Am 29. Oktober hatten Kämpfer verschiedener Rebellengruppen Teile des Stadtteils Asad von Aleppo erobert. Regierungstruppen und Verbündete kündigten eine Gegenoffensive an, um verlorenes Gelände zurückzugewinnen. Das bessere Wetter erlaubte es ihnen, wieder Kampfflugzeuge einzusetzen.

## November
Am 6. November gaben Kommandeure der Demokratischen Kräfte Syriens den Beginn einer Offensive zur Eroberung der IS-Metropole ar-Raqqa bekannt, die US-dominierte Militärkoalition unterstützte sie aus der Luft.
Laut Guardian „nicht zufällig“ dem Tag der amerikanischen Präsidentschaftswahl am 8. November griff Russland aus dem Mittelmeerraum Ziele in Syrien mit Kalibr-Marschflugkörpern an.
Am 10. November wurde bekannt, dass Präsident Obama seinem Verteidigungsministerium die Anweisung gegeben hat, die Einsätze gegen Kommandeure der Al-Nusra-Front in Syrien zu verstärken. Dazu sollen Kampfdrohnen und Aufklärungsmittel auch über den Rebellengebieten im Nordwesten Syriens eingesetzt werden, einem Gebiet aus dem sich die USA bisher wegen der Nähe zu russischen Kampfflugzeugen und Luftabwehrsystemen ferngehalten hatten.
Am 13. November hatten Regierungstruppen und verbündete Milizen den Entsatzangriff auf den Umschließungsring um Aleppo abgewiesen und alle Schlüsselpositionen zurückerobert, die in den Wochen zuvor verloren gegangen waren. SOHR-Aktivisten berichteten, dass 215 Oppositionskämpfer, 143 Regierungssoldaten und etwa 100 Zivilisten während der Kämpfe getötet wurden. Russische Stellen verbreiteten ein Ultimatum, das an die verbliebenen Bewohner im Osten Aleppos gerichtet war, mit dem man sie aufforderte, den Stadtteil innerhalb von 24 Stunden zu verlassen. Anschließend sollen die Luftangriffe fortgesetzt werden.
Am 20. November veröffentlichten SOHR-Aktivisten Zahlen getöteter Zivilisten der letzten vier Tage in Aleppo. Sie zählten 64 Tote im noch von Rebellen gehaltenen Ostteil der Stadt und 13 Tote im von Regierungstruppen gehaltenen Teil. Ein Vorschlag des UN-Gesandten Staffan de Mistura für eine Waffenruhe mit Abzug der Rebellenkämpfer und anschließender Selbstverwaltung des Ostteils mit entsprechenden Sicherheitsgarantien wurde von der syrischen Regierung und einzelnen Kämpfern abgelehnt.
Am 24. November gaben türkische Stellen an, drei ihrer Soldaten seien innerhalb Syriens bei einem Luftangriff syrischer Regierungstruppen getötet worden. 10 weitere seien verwundet worden. Der genaue Ort des Angriffs blieb unklar.
Am 26. November hatten syrische Regierungstruppen, von Osten kommend, den größten Teil von Aleppos Stadtteil Hananu besetzt. Drei türkische Soldaten wurden bei der Schlacht um al-Bab getötet. Am 27. November gaben die Regierungstruppen bekannt, auch die in Ost-Aleppo gelegenen Stadtteile Dschabal Badru und Baʿdin eingenommen zu haben. Am 28. November meldete die Syrische Beobachtungsstelle für Menschenrechte, Kämpfer der Regierung hätten die Kontrolle über die Stadtteile as-Sachur und al-Haidariya gewonnen. Damit wurde das von regierungsgegnerischen Truppen gehaltene Gebiet in Ost-Aleppo in zwei Teile geteilt. Nach Angaben der Syrischen Beobachtungsstelle flohen im Zuge der Regierungsoffensive rund 10.000 Menschen aus den Gebieten unter Rebellenkontrolle. Wenig später meldete die Beobachtungsstelle, dass Regierungstruppen den Stadtteil asch-Schaich Chidr und kurdische Kämpfer den Stadtteil asch-Schaich Faris unter ihre Kontrolle gebracht hätten.

## Dezember
Am 2. Dezember 2016 gaben Rebellenkämpfer im belagerten at-Tal, einem Vorort 10 km nördlich von Damaskus, auf. Nach einer Vereinbarung mit der Regierung sollen zwischen 1000 und 2000 Personen, Kämpfer und Familienangehörige, mit Bussen in Rebellengebiete im Norden gebracht worden sein. Kurz zuvor waren Kämpfer aus dem Dorf Chan asch-Schaich unter einer ähnlichen Vereinbarung abgezogen.
Am 4. Dezember hatten Regierungstruppen und verbündete Milizen die Rebellenbesatzung im eingeschlossenen Ost-Aleppo weiter zurückgedrängt. Nach SOHR-Angaben wurden die Ortsteile Tarik al-Bab, Karam al-Jasmati und Karam al-Tarrab erobert. Damit verfügten die Rebellen nur noch über rund 40 Prozent der Fläche, die sie ursprünglich in der Stadt gehalten hatten. 310 Zivilisten wurden seit dem 15. November im Rebellengebiet von Aleppo und 69 weitere im Westen der Stadt getötet.
Am 7. Dezember berichtete die Syrische Beobachtungsstelle für Menschenrechte, die komplette Altstadt von Aleppo sei durch syrische Regierungstruppen zurückerobert worden. Seit Beginn der Offensive der Regierungstruppen hätten die regierungsgegnerischen Truppen damit mehr als 70 Prozent ihres bislang beherrschten Gebiets in Ost-Aleppo verloren. Am 10. Dezember 2016 sei der IS, nach Angaben der Syrischen Beobachtungsstelle für Menschenrechte, erneut in Palmyra einmarschiert. Nach Angaben der SOHR hätten diese sich jedoch, in der Nacht auf Sonntag, wieder an den Stadtrand von Palmyra zurückgezogen, nachdem sie von den russischen Luftstreitkräften angegriffen worden seien. Der Leiter der SOHR, Osama Suleiman, teilte am 11. Dezember 2016 mit, dass der IS, trotz der anhaltenden Luftangriffe, die Stadt Palmyra erneut zurückerobert hat. Auch das IS-Propaganda-Sprachrohr Amaq berichtete, der IS habe die Stadt unter seine Kontrolle gebracht. Die syrische Armee gab später bekannt, dass man überzeugt sei, die US geführte Koalition im Irak habe dem IS erlaubt, Kämpfer und Fahrzeuge aus Mossul abzuziehen und ihnen gestattet, sich von Angriffen unbehelligt nach Palmyra in Syrien zu begeben.
Am 8. und 9. Dezember griffen Kampfflugzeuge der Koalition eine Ansammlung von Tanklastwagen des IS etwa 40 Kilometer nördlich von Palmyra an und zerstörten nach amerikanischen Angaben rund 188 Fahrzeuge, die IS-Kämpfer dort in den letzten Wochen zusammengezogen hatten.
Am 13. Dezember verkündeten türkische und russische Offizielle, dass man eine Vereinbarung erreicht hätte, die gemäßigten Kämpfern und Familien den Abzug aus Aleppo erlaube. Ab 18.00 Uhr Ortszeit galt ein Waffenstillstand, die Personen sollten zunächst in die Rebellengebiete des Gouvernements Idlib gebracht werden. Nach weniger als 24 Stunden wurden übereinstimmenden Berichten zufolge die Kämpfe aber wieder aufgenommen.
Am 15. Dezember begann die Evakuierung. Die syrischen Streitkräfte und ihre Verbündeten richteten dafür einen 21 Kilometer langen Korridor ein. Dem russischen Generalstab zufolge hätten rund 5000 Kämpfer und ihre Angehörigen damit begonnen, Aleppo zu verlassen. Die SOHR-Aktivisten berichteten, dass Aufständische vor dem Start der Evakuierung damit begonnen hätten, ihre Hauptquartiere, Fahrzeuge und Waffen zu zerstören.
Am 16. Dezember wurde die Evakuierung ausgesetzt, nachdem Kämpfer der sunnitischen Al-Nusra-Front nach Presseangaben verhinderten, dass Verwundete aus den von ihren Kämpfern eingeschlossenen Regierungsenklaven al-Fu'a und Kafriyya abtransportiert werden, wie man es eigentlich im Gegenzug zur Evakuierung von Rebellenkämpfern aus Aleppo zugesagt hatte. 8.500 Personen hatten bis dahin nach SOHR-Berichten Ost-Aleppo in Richtung des Gouvernements Idlib verlassen.
Am 18. Dezember griffen Al-Nusra-Kämpfer nach SOHR-Angaben Busse an, die zur Evakuierung nach al-Fu'a und Kafriyya unterwegs waren und setzten fünf der Fahrzeuge in Brand. Andere Busse erreichten ihre Ziele. Russland benutzte sein Recht als UNO-Vetomacht und blockierte einen Antrag Frankreichs zur Entsendung von internationalen Beobachtern nach Aleppo, weil man, nach Botschafter Tschurkins Aussage, um die Sicherheit der Beobachter fürchte, sollten sie allein in den Ruinen der Stadt umherwandern. Der russische Gegenvorschlag sah eine Abstimmung der Beobachtereinsätze mit den Kriegsparteien vor. Der französische Vertreter sagte, man könne keinen Kompromiss mit Russland eingehen. Nach einer dreistündigen Diskussion einigte man sich schließlich und der Generalsekretär der Vereinten Nationen wurde mit dem Entsenden einer Beobachtermission beauftragt.
Am 22. Dezember verkündeten regierungstreue Truppen den Sieg in der Schlacht um Aleppo. Die Evakuierung der letzten Kämpfer der Aufständischen sei abgeschlossen. Insgesamt 34.000 Personen sollen evakuiert worden sein. Aufständische vergifteten nach Regierungsangaben die Wasserreservoirs und Quellen in Wadi Barada und ʿAin al-Fidschah, aus denen das Trinkwasser für die Hauptstadt Damaskus stammt, mit Dieselkraftstoff. Die Behörden schalteten danach die Wasserversorgung ab.
Am 23. Dezember begannen Regierungstruppen und verbündete Milizen eine Offensive, um die Gebiete nahe Damaskus zu erobern, auf die sich die Wasserversorgung der Hauptstadt stützt. Die Aufständischen hatten der Regierung in den letzten Jahren erlaubt, weiter Wasser zu fördern, hatten die Versorgung aber gelegentlich abgeschaltet, um das Regime von Angriffen abzuhalten.
Am 27. Dezember gaben Aufständische und Anwohner an, die syrische Luftwaffe habe die Pumpstation in ʿAin al-Fidschah durch einen Angriff zerstört, so dass kein Wasser mehr nach Damaskus geliefert werden könne. Weiterhin seien durch Luftangriffe 14 Zivilisten getötet worden.
Ende Dezember vereinbarten die syrische Regierung und sieben oppositionelle Gruppen eine Waffenruhe, die zum 30. Dezember in Kraft trat. Vermittelt wurde sie durch die Regierungen Russlands und der Türkei, beide Länder fungieren zugleich als Garantiemächte. Von der Waffenruhe ausgenommen waren als Terrororganisation eingestufte Gruppen, insbesondere die Truppen des Islamischen Staates. Unklarheit herrschte zunächst, ob Fatah al-Sham als Nachfolgeorganisation der Al-Nusra-Front sowie kurdische Gruppen, insbesondere die YPG, unter das Abkommen fielen. Sollte die Waffenruhe halten, sind Friedensgespräche für Februar 2017 vorgesehen. Sie sollen in der kasachischen Hauptstadt Astana stattfinden. Die Vereinbarung schien zunächst zu halten, lediglich nordwestlich von Damaskus, wo bei Wadi Barada schon in den Tagen zuvor die Kämpfe um die Wasserversorgung getobt hatten, meldeten Anwohner ab Mittag wieder Artilleriefeuer und den Einsatz der Luftwaffe.
Am 31. Dezember verabschiedete der Sicherheitsrat der Vereinten Nationen mit der UN-Resolution 2336 (2016) einstimmig die von Russland und der Türkei ausgehandelte Waffenruhe.